# Église Saint-Martin de Bossus-lès-Rumigny
L'église Saint-Martin est une église située à Bossus-lès-Rumigny, en France.

## Description
Cette église de taille réduite est bâtie en pierre jaune des Ardennes. Elle comporte une tour-porche, carrée en entrée, et deux tours cylindriques aux angles du chœur.

## Localisation
L'église est située sur la commune de Bossus-lès-Rumigny, dans le département de l'Ardennes.

## Historique
L'église du XVIe siècle a fait l'objet de différents remaniements pour la fortifier, qui en ont modifié le plan architectural. La parte la plus ancienne est au centre. À l'Ouest, une tour-porche rectangulaire a été ajoutée, et à l'Est, l'autre extrémité, une sorte de large donjon a été joint au corps de l'église, avec une toiture surplombant la toiture du corps central, et des tours rondes dont deux subsistent.

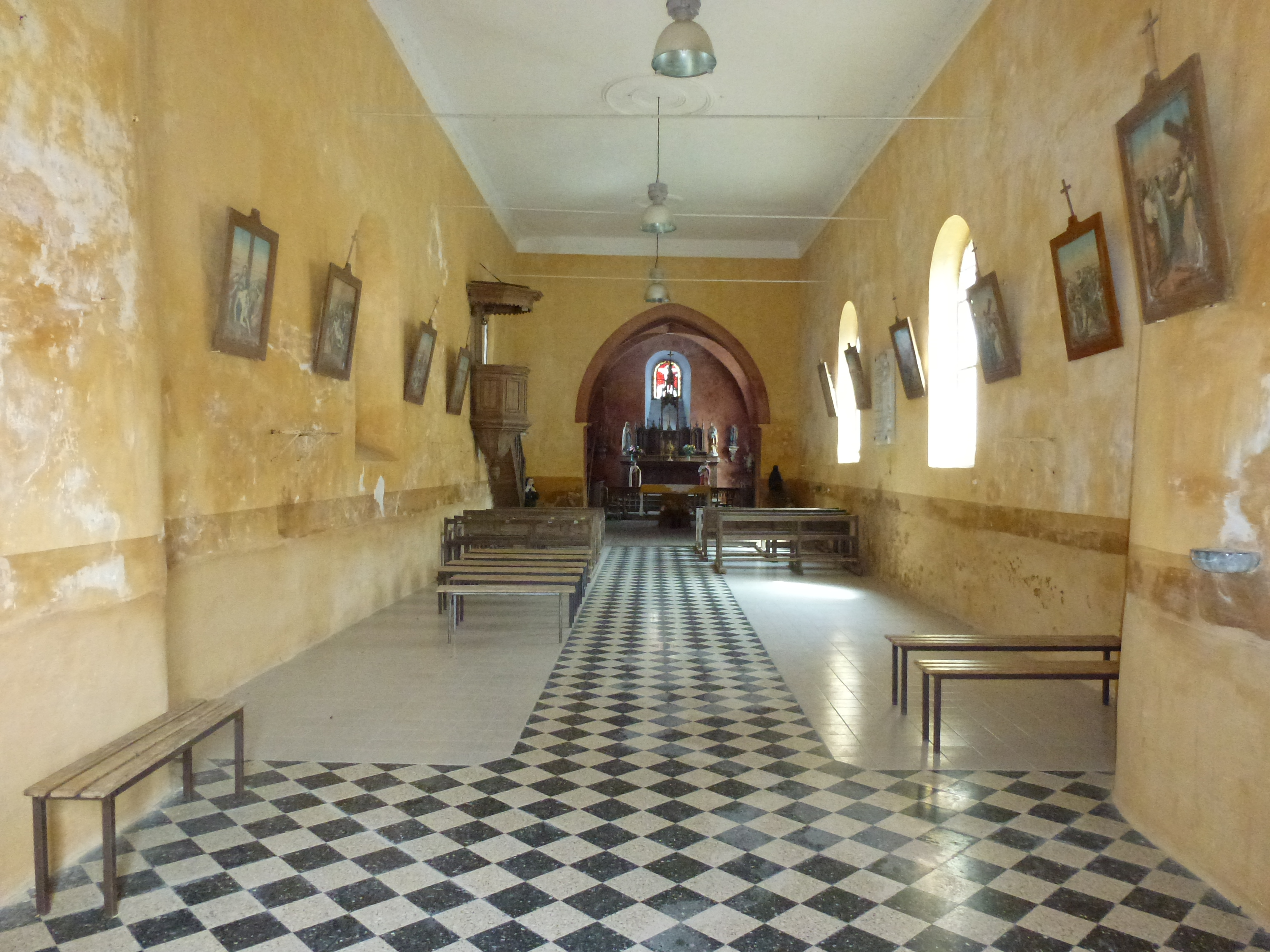
Bossus-lès-Rumigny (Ardennes) église, intérieur